# Concursul Muzical Eurovision 1975
Eurovision 1975 a fost a douăzecea ediție a concursului muzical Eurovision. 
| Locul | Puncte | Cântec                                    | Artist                                         | Țară              |
| 1.    | 152    | Ding-a-dong                               | Teach-In                                       | Țările de Jos     |
| 2.    | 138    | Let Me Be The One                         | The Shadows                                    | Regatul Unit      |
| 3.    | 115    | Era                                       | Wess e Dori Ghezzi                             | Italia            |
| 4.    | 91     | Et bonjour à toi, l'artiste               | Nicole Rieu                                    | Franța            |
| 5.    | 84     | Toi                                       | Geraldine Branagan                             | Luxemburg         |
| 6.    | 77     | Mikado                                    | Simone Drexel                                  | Elveția           |
| 7.    | 74     | Old Man Fiddle                            | Pihasoittajat                                  | Finlanda          |
| 8.    | 72     | Jennie, Jennie                            | Lars Berghagen                                 | Suedia            |
| 9.    | 68     | That's What Friends Are For               | The Swarbriggs                                 | Irlanda           |
| 10.   | 53     | Tú volverás                               | Sergio Blanco Rivas y Estíbaliz Uranga Amézaga | Spania            |
| 11.   | 40     | At va-'ani                                | Shlomo Artzi                                   | Israel            |
| 12.   | 32     | Singing This Song                         | Renato Micallef                                | Malta             |
| 13.   | 22     | Dan ljubezni Une chanson c'est une lettre | Pepel In Kri Sophie                            | Iugoslavia Monaco |
| 15.   | 17     | Gelukkig zijn                             | Ann Christy                                    | Belgia            |
| 16.   | 16     | Madrugada                                 | Duarte Mendes                                  | Portugalia        |
| 17.   | 15     | Ein Lied kann eine Brücke sein            | Joy Fleming                                    | Germania          |
| 18.   | 11     | Touch My Life With Summer                 | Ellen Nikolaysen                               | Norvegia          |
| 19.   | 3      | Seninle bir dakika                        | Semiha Yanki                                   | Turcia            |